# Sphaeronella photidis
Sphaeronella photidis is een eenoogkreeftjessoort uit de familie van de Nicothoidae. De wetenschappelijke naam van de soort is voor het eerst geldig gepubliceerd in 1929 door Blake.